# Piri Reis

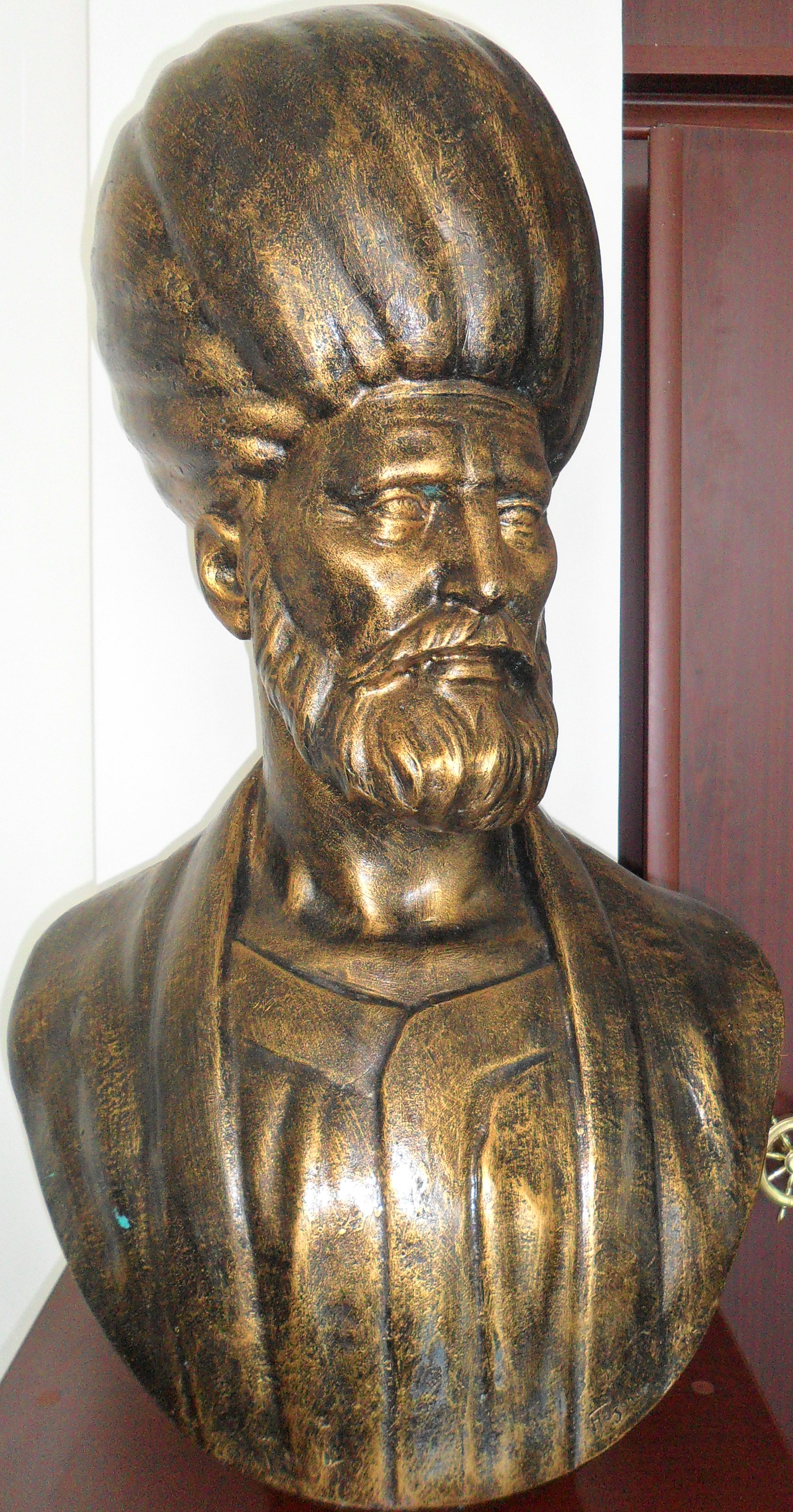
Byst föreställande Piri Reis.

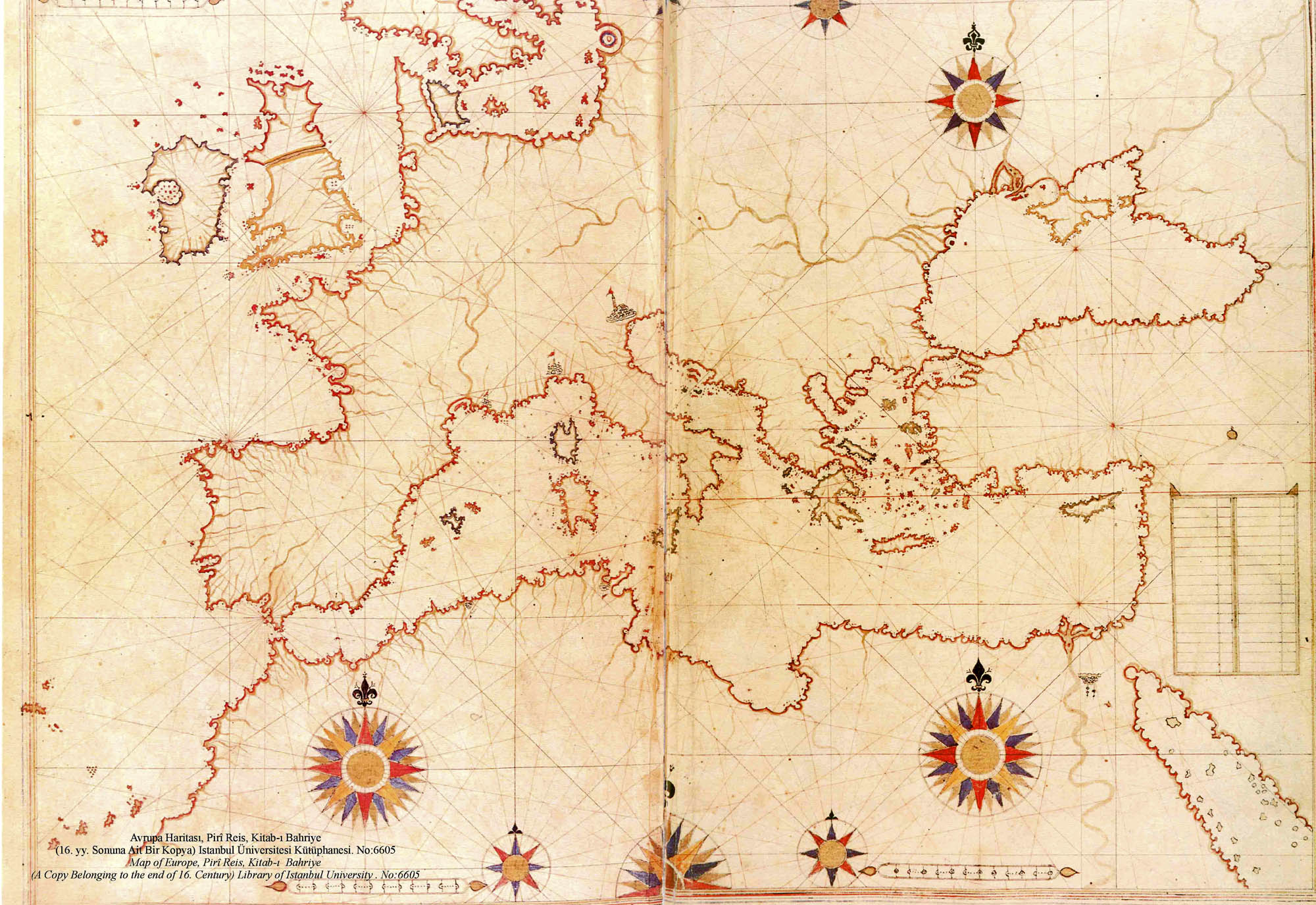
Piris karta över Europa och Medelhavet

Piri Reis (egentligen Hadji Muhiddin Piri Ibn Hadji Mehmed), född cirka 1465 i Gallipoli på Turkiets egeiska kust, död 1554 eller 1555, var osmansk amiral (Reis) och kartograf.
Hans rykte grundas främst på hans för perioden överraskande korrekta kartor över världen, med bland annat Nord- och Sydamerika samt Antarktis inritade. Sin första världskarta, känd som Piri Reis karta, ritade han 1513.
Han gjorde militär karriär och nådde amirals grad samt deltog i ett flertal militära aktioner. Vid 90 års ålder återvände han till Egypten men när han då vägrade stödja den osmanske guvernören i Basra, Kubad Pasha, i ett fälttåg mot portugiserna i norra Persiska viken, blev han offentligt halshuggen 1554 (eller 1555).
Flera krigsskepp och ubåtar i den turkiska flottan har fått sitt namn efter honom.